# Academia de Caballería de Valladolid
La Academia del Arma de Caballería es una academia militar española ubicada en Valladolid. Se instaló en la ciudad en el año 1852 en un edificio que unos años antes se había pretendido utilizar como presidio. Al incendiarse este primigenio edificio, se decidió edificar el actual, que se empezó a construir en 1921 e inaugurado por los reyes de España en 1924. Goza de gran valor, constituyendo un importante legado de la arquitectura historicista y monumental de las primeras décadas del siglo XX. Se ubica frente al parque del Campo Grande y la Casa Mantilla, en la actual plaza Zorrilla y es, sin duda, uno de los edificios más emblemáticos, representativos y majestuosos de Valladolid.
La Academia sirve de lugar de estudio, formación y preparación para los oficiales del Ejército de Tierra que eligen el Arma de Caballería. Frente a la fachada principal, se encuentra situado el Monumento a los Cazadores de Alcántara. 

## Edificios anteriores

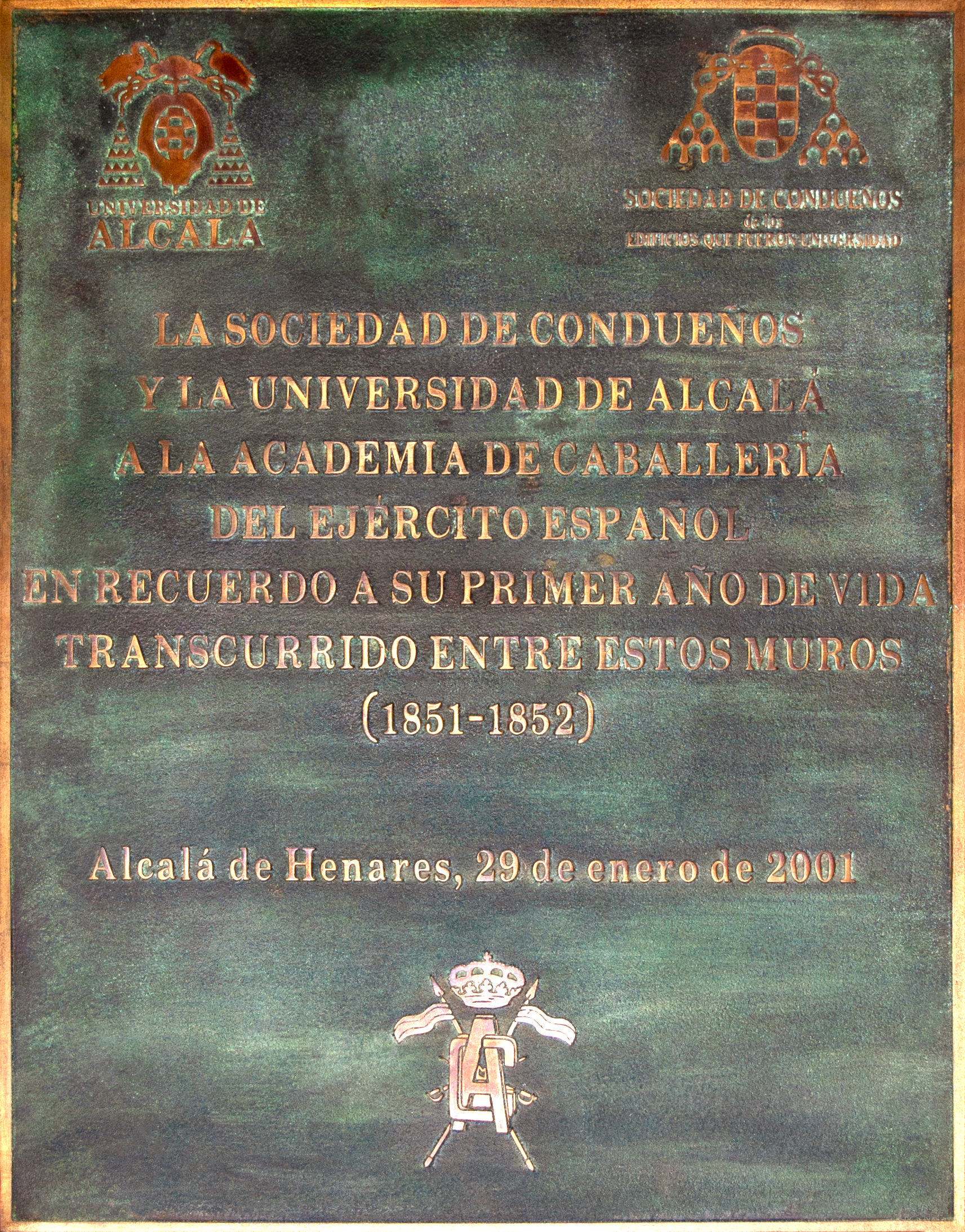
Primera sede en Alcalá de Henares.

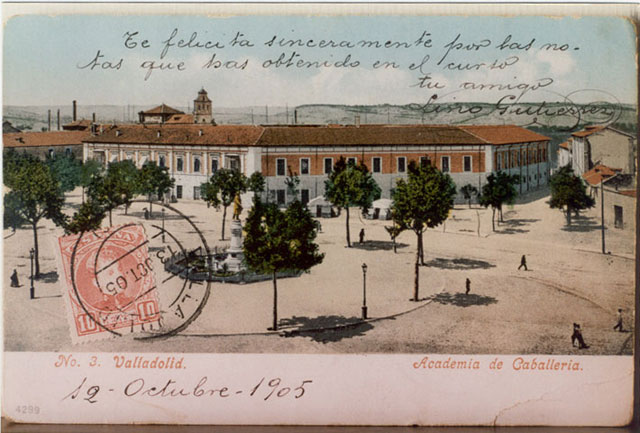
Postal coloreada del Octógono, anterior edificio de 1847 que se quemó en 1915.

Desde la Desamortización, lo militar va sustituyendo en importancia a lo religioso. Como consecuencia, muchos de los conventos y colegios son ocupados por cuarteles, que también se instalan en edificios de nueva construcción. El origen de la Academia se remonta a 1850, cuando por Real Orden se crea el Colegio de Caballería de Alcalá de Henares. En 1852 se traslada a Valladolid.
El edificio que se puede contemplar hoy sustituye a uno anterior conocido como El Octógono debido a la forma de su planta. Había sido concebido como presidio y construido en 1847, sobre un espacio sin edificar conocido como campo de la feria. Su organización era la típica para arquitectura carcelaria de su época con planta baja y un piso y fachadas muy sobrias, si bien se reformó en parte para que la Academia de Caballería lo ocupara en 1852.
La noche del 25 al 26 de octubre de 1915 el Octógono fue destruido por un incendio y en el año 1916 se decreta que el museo de la Academia sea trasladado a Madrid, al cuartel del Rosario y en 1928 al cuartel del Conde-Duque, también en Madrid.

## Academia actual

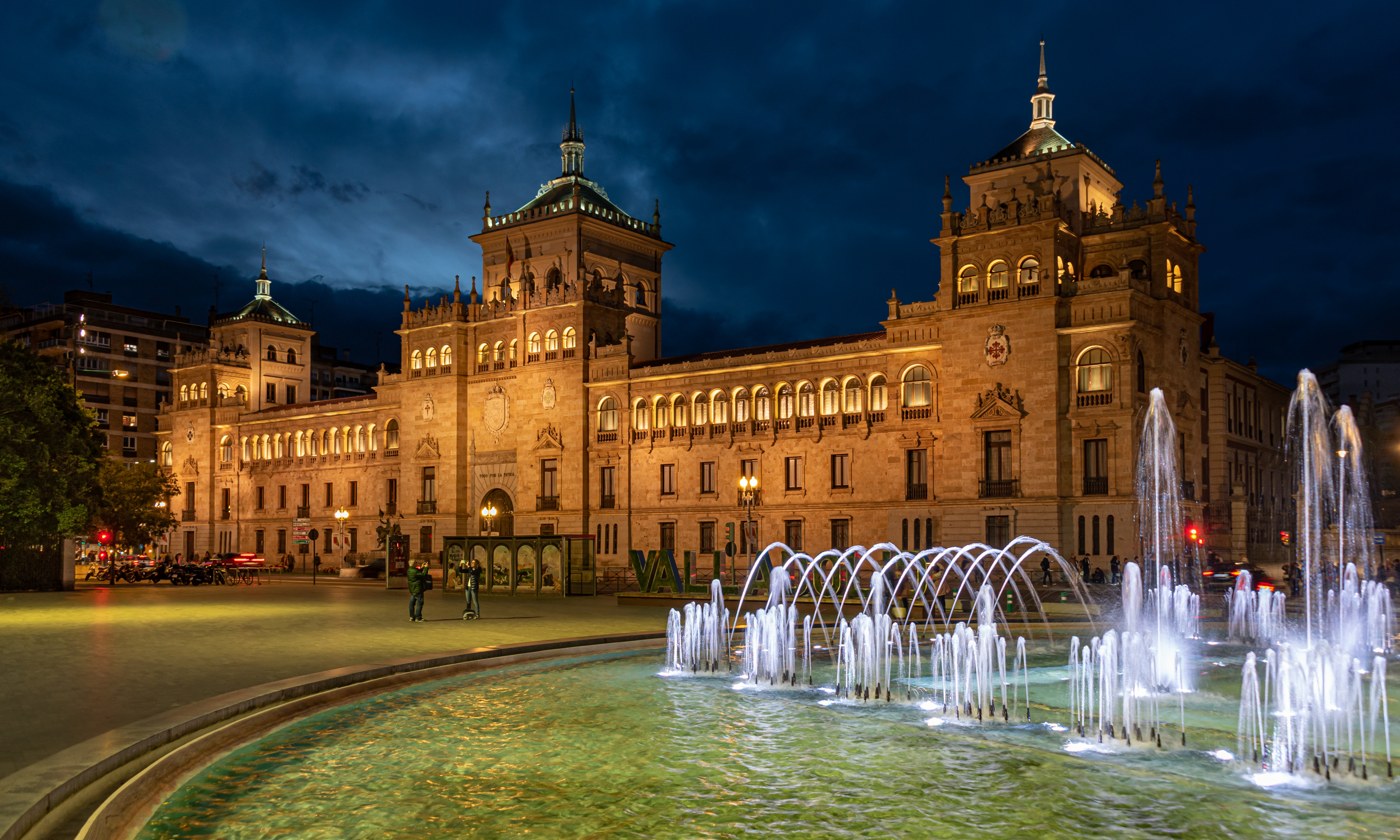
Vista de la Academia de Caballería de noche.

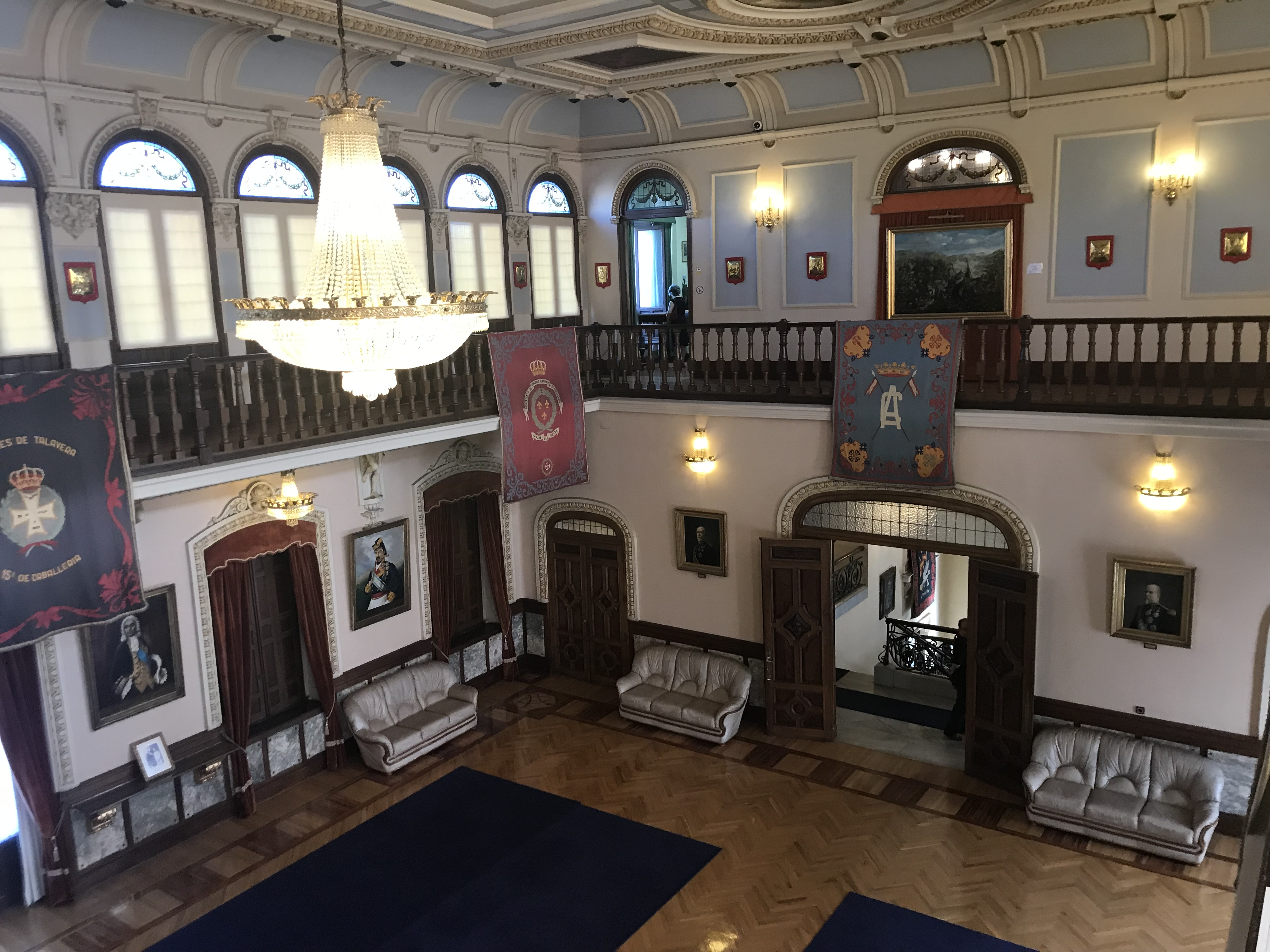
Museo de la Academia de Caballería.

El edificio actual se empezó a construir en 1921 sobre el solar de El Octógono, siguiendo un proyecto del capitán de ingenieros José de la Gándara y Cividanes pero, habiendo dispuesto la Superioridad que, sin alterar la esencia del proyecto total, se dividiera en varios parciales y se redactara en primer término el de la parte que se hubiera de construir en los terrenos que son ya propiedad del Estado, comenzando las obras sin esperar a poseer los que habían de ser expropiados, se encomendó al capitán de ingenieros Adolfo Pierrad Pérez la redacción del proyecto de edificio para el internado de los alumnos, y es el que va a construirse por administración, a causa de haber quedado desiertas las dos subastas anunciadas para la ejecución de las obras por contrata. 
La colocación de la primera piedra y entrega de un estandarte bordado por la reina Victoria Eugenia se realizó los días 4 y 5 de mayo de 1921, a la cual asistieron los reyes y una representación de todos los regimientos del arma con sus estandartes.
El 1 de marzo de 1924 se inauguró parte del nuevo edificio. Sigue las tendencias del momento, monumentalistas, regionalistas y de gusto historicista, que rescatan como imagen de Castilla el primer Renacimiento, con detalles de la arquitectura tradicional. Está inspirado en las formas del Palacio de Monterrey de Salamanca (motivo por el cual se usó la piedra arenisca, propia de la ciudad de Salamanca) y en el edificio de la Diputación de Palencia, de Jerónimo Arroyo. Con planta en U, las torres organizan la fachada y su relación con las calles que llegan a la plaza. El granito de su zócalo proporciona un contraste de color con la arenisca empleada en el resto del edificio y resalta la fortaleza del basamento, dando una adecuada formalización al asentamiento del edificio sobre el suelo.

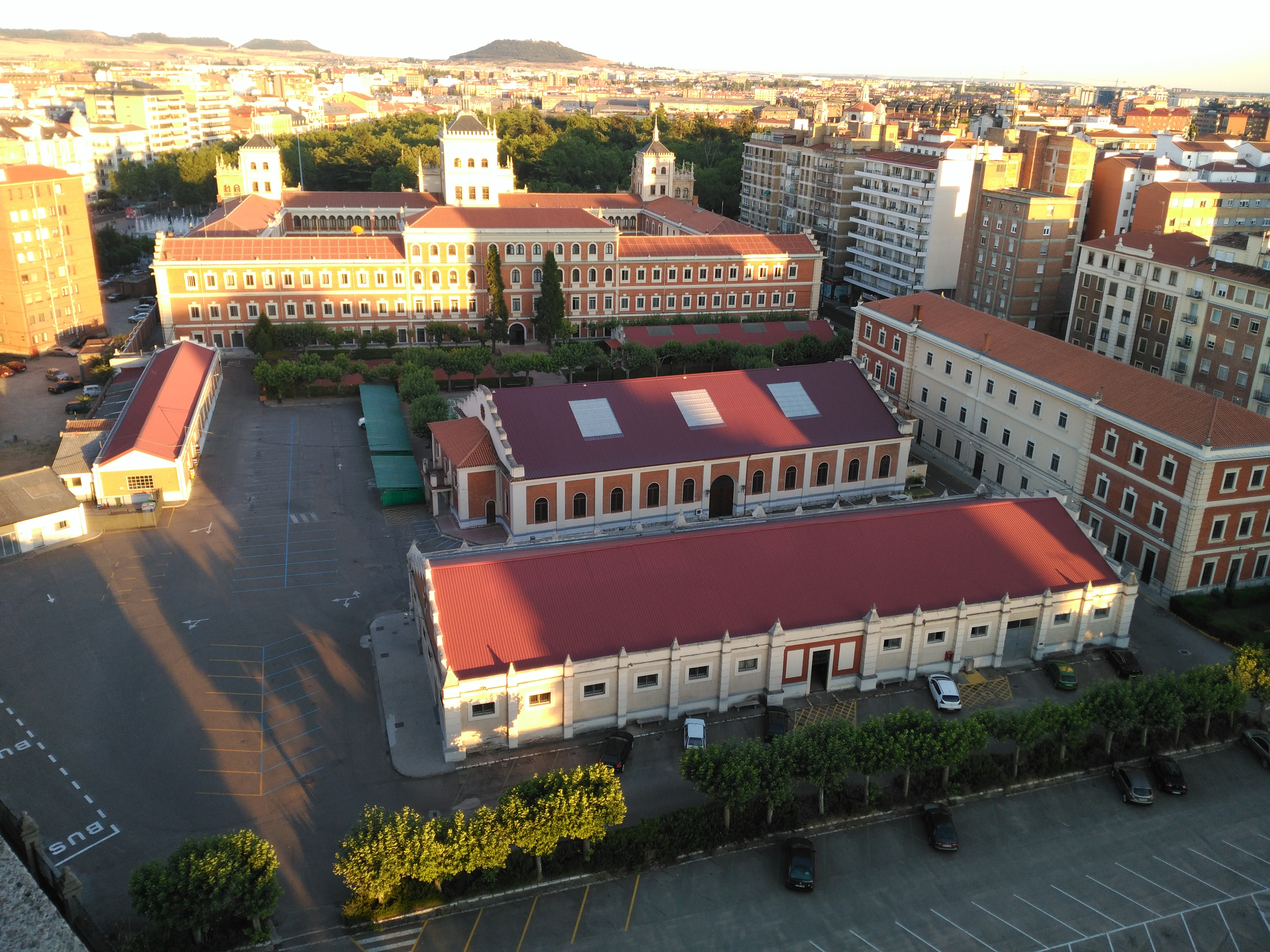
Instalaciones de la Academia de Caballería.

La fachada, de gran belleza, es longitudinal y enfática, articulada gracias a las tres torres, que jerarquizan el edificio. La composición de la fachada se va haciendo, conforme se va subiendo, menos maciza, acabando con una galería de arcos y una graciosa balaustrada. La construcción en piedra es impecable y los despieces de los elementos constructivos están muy bien ejecutados y valorados plásticamente. En varias panoplias se encuentran las cruces de las órdenes militares de Alcántara, Santiago, Calatrava y Montesa. Es de notar la simetría en esquina, propia del Renacimiento, que observa el edificio.
En 1925 el entonces dictador Miguel Primo de Rivera visitó la academia. En 1930 el Museo de Caballería se establece, otra vez, en el nuevo edificio de la Academia del Arma en Valladolid, donde permanecerá hasta 1933, año en que se crea el Museo del Ejército y desaparecen los museos de las Armas. De esta manera, gran parte de los fondos de ese museo proceden del antiguo museo de Valladolid. Frente a la puerta principal se encuentra el Monumento a los Cazadores de Alcántara, obra de Mariano Benlliure, inaugurada el 25 de junio de 1931.
En octubre de 1939, bajo el gobierno de Francisco Franco, la Dirección General de Enseñanza Militar nombra a cinco jefes para dirigir las Academias, que resucitan de sus cenizas tras su disolución por parte de Azaña. La Academia de Caballería, de nuevo emplazada en Valladolid, va a ser dirigida por el Coronel de Caballería Álvaro Pita da Veiga y Morgado.

## Galería de imágenes

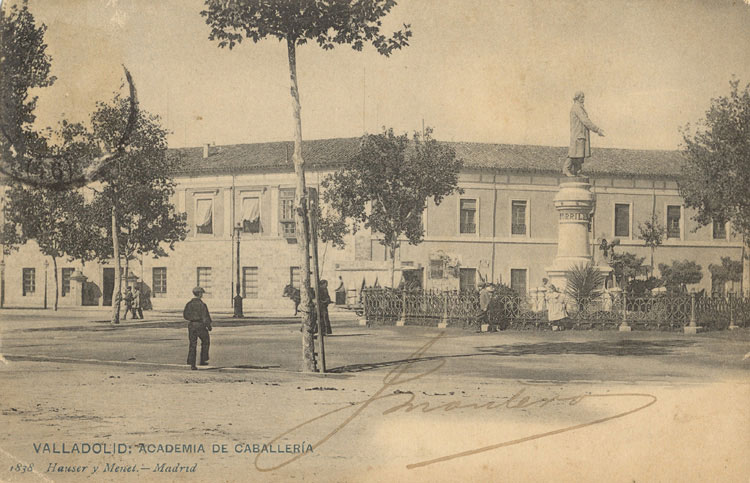
El Octógono
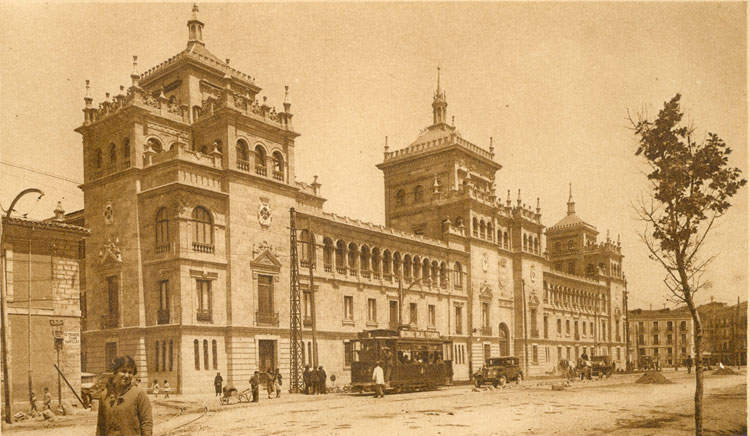
Academia de Caballería en los años 1930
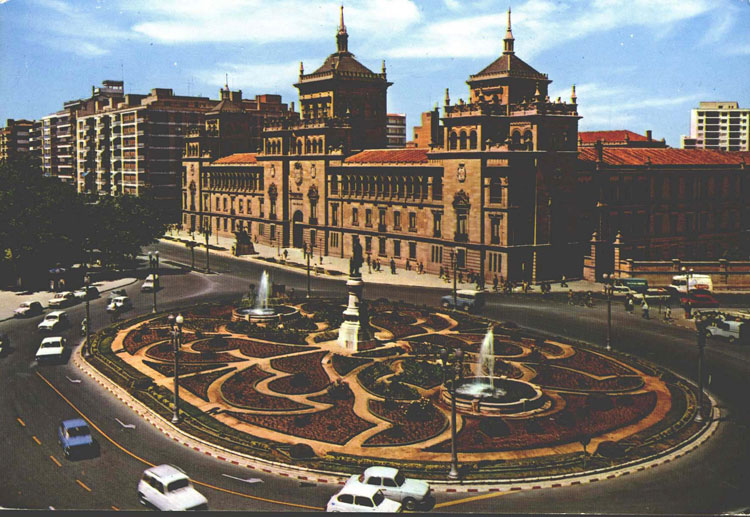
Academia de Caballería en los años 1950
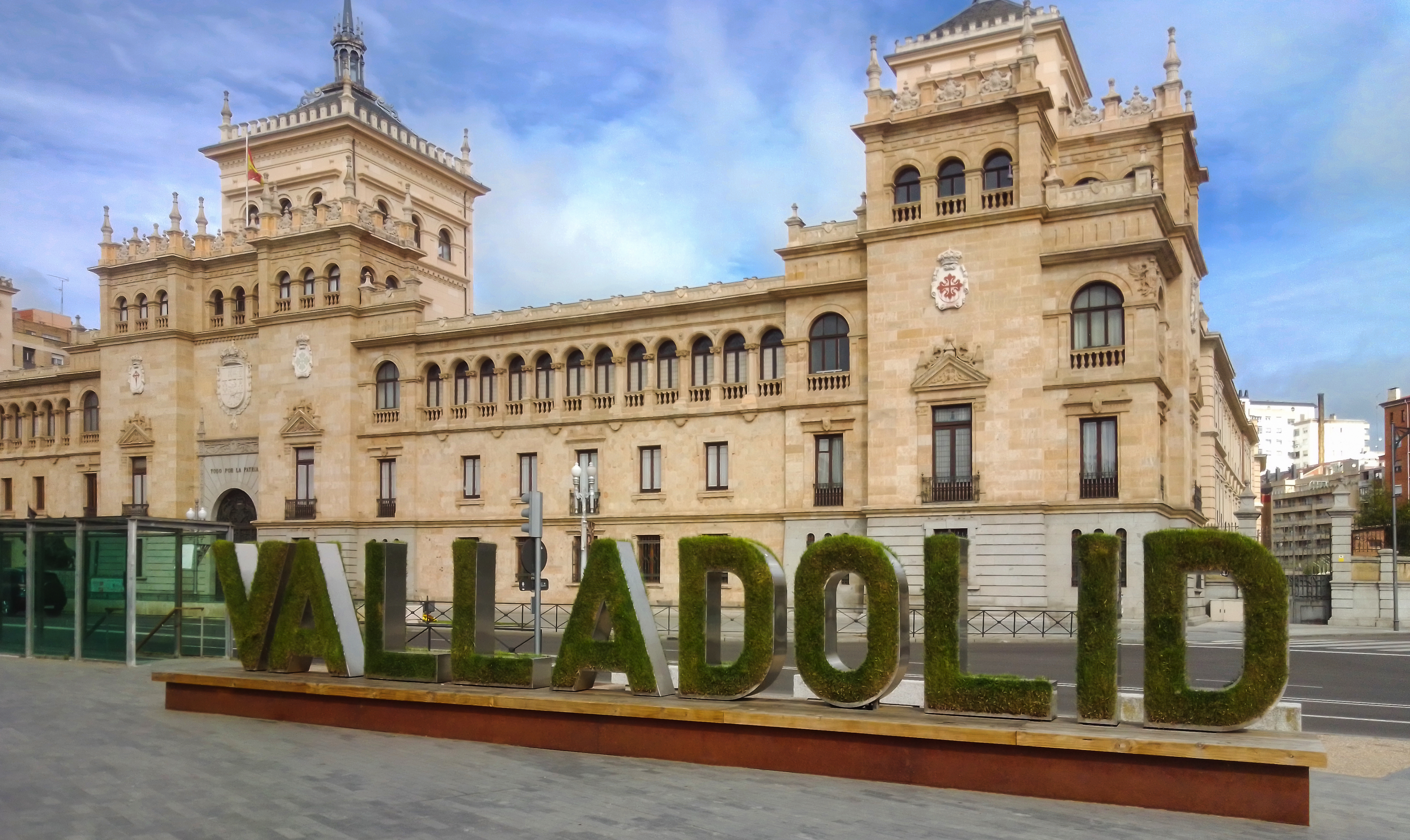
La Academia de Caballería hoy en día